# هانك كرامر
هانك كرامر (بالإنجليزية: Hank Cramer)‏ هو موسيقي ومغني أمريكي، ولد في 1953 في فورت براغ ‏ في الولايات المتحدة.

## وصلات خارجية
- الموقع الرسمي